# Бутенин, Николай Фёдорович
Никола́й Фёдорович Буте́нин (настоящая фамилия — Микли́шев; 17 марта 1884, Абдаево, Царевококшайский уезд, Казанская губерния, Российская империя — 10 марта 1938, Москва, СССР) — советский государственный и партийный деятель, педагог. Один из организаторов марийской автономии. Член РКП(б) с 1919 года. Первый секретарь Марийского областного комитета РКП(б) (1921—1922), председатель Марийского облисполкома (1924—1928). Член ЦИК СССР. Участник Первой мировой и Гражданской войн.

## Биография
Родился 17 марта 1884 года в дер. Усола (Абдаево) ныне Моркинского района Марий Эл в марийской языческой семье. С 8 лет учился в церковно-приходской школе, школе при инородческой учительской семинарии в Казани, где был крещён.
С 1904 года по окончании Казанской учительской семинарии работал учителем Уньжинской центральной черемисской школы. С 1905 года вместе с П. Григорьевым стал активным революционным деятелем: составлял прокламации на марийском языке, распространял их по Царевококшайскому уезду Казанской губернии.
В 1914 году призван в армию: санитар в госпитале, по окончании в 1916 году курсов в Киевском военном училище — прапорщик, в 1916—1917 годах — участник Первой мировой войны на Юго-Западном фронте. После демобилизации в 1917 году был учителем в Сотнурской волости Царевококшайского уезда. В 1918 году, будучи слушателем педагогических курсов в Казани, бежал из города после его захвата белочехами.
В начале 1919 года заведовал марийской секцией при Казанском губкоме РКП(б), командирован в Москву на должность заместителя заведующего марийским отделом Наркомата по делам национальностей РСФСР. В 1919 году вступил в РКП(б). Для ведения агитационно-разъяснительной работы среди марийцев в апреле 1919 года направлен в распоряжение политуправления 2-й армии, в июле — в освобождённый от частей Колчака Красноуфимский уезд Екатеринбургской губернии. Вместе с С. Черняковым и А. Эшкининым включён в состав созданного в октябре 1920 года Центрального бюро мари при отделе пропаганды и агитации ЦК РКП(б).
В августе 1921 года командирован в Марийскую автономную область: на 2-й областной партийной конференции избран ответственным (первым) секретарём Марийского обкома РКП(б), пробыл на этой должности до марта 1922 года. В 1922—1923 годах  — председатель правления Марисоюза, в 1924—1928 годах — председатель Марийского ОБИК, член ЦИК СССР. Руководил Марийским представительством при ВЦИК в Москве.
В январе 1938 года, будучи сотрудником «Союзхлебторга», арестован в Москве, обвинён в участии в контрреволюционной террористической организации. Расстрелян 10 марта того же года по «сталинскому расстрельному списку», похоронен на кладбище Коммунарка. Реабилитирован в 1956 году.